# Meleagridi
Nella mitologia greca le Meleagridi erano le figlie di Altea e Oineo, sorelle di Meleagro. Quando loro fratello morì, Artemide impietosita dal loro dolore le trasformò in faraone. La più nota delle Meleagridi era Melanippe ed altre note sono Eurimede, Motone, Perimede e Polisso.
Da questa leggenda deriva il nome scientifico di alcune specie di questi uccelli, ad esempio Numida meleagris e Agelastes meleagrides.
Anche il nome con cui si identifica la famiglia animale a cui appartiene il tacchino, meleagrididae, si rifà al mito delle sfortunate sorelle. In lingua veneta anche oggi i tacchini si chiamano "Piti", s.f. "Pita" ; s.m "Pito" e quindi si rimanda anche a questo arcaico nome per ricordare il mito. 
La leggenda delle Meleagridi è raccontata da Ovidio (Met. VIII, 526-546).
- Wikizionario contiene il lemma di dizionario «Meleagridi»